# 雅典阿斯克勒庇神廟
37°58′15″N 23°43′37″E / 37.97078°N 23.72681°E

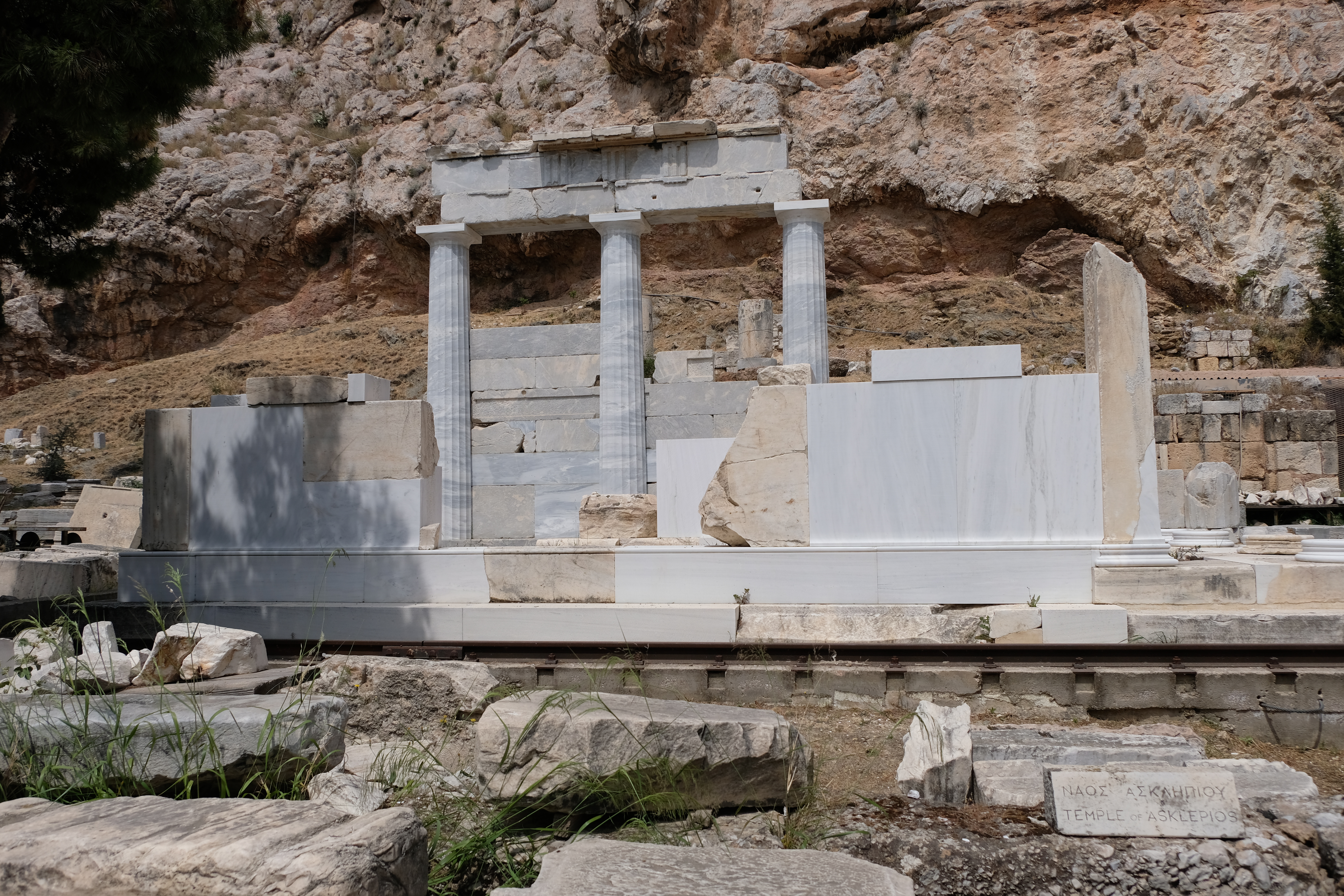
雅典阿斯克勒庇神廟

雅典阿斯克勒庇神廟（Asklepieion of Athens）是位於雅典的一座古希臘神廟，獻給阿斯克勒庇俄斯和許癸厄亞。這座神廟修建於伯羅奔尼撒戰爭時期的西元前419年至418年。在6世紀初的基督教傳播期，這座神廟被拆除，材料被用來建設教堂。